# Catie Ball
Catie Ball (Estados Unidos, 30 de septiembre de 1951) es una nadadora estadounidense retirada especializada en pruebas de estilo braza, donde consiguió ser campeona olímpica en 1968 en los 4 x 100 metros estilos.

## Carrera deportiva
En los Juegos Olímpicos de México 1968 ganó la medalla de oro en los 4 x 100 metros estilos (nadando el largo de braza), con un tiempo de 4:28.3 segundos que fue récord olímpico, por delante de Alemania y Australia, siendo sus compañeras de equipo: Kaye Hall, Ellie Daniel y Susan Pedersen.